# Direzione centrale della polizia di prevenzione
La Direzione centrale della polizia di prevenzione (in acronimo DCPP) è un ufficio centrale della Polizia di Stato italiana che si occupa di antiterrorismo.
Dipendente dal Dipartimento della pubblica sicurezza del ministero dell'Interno, ha sostituito il precedente UCIGOS (Ufficio centrale per le investigazioni generali e per le operazioni speciali). Ha alle dipendenze il Nucleo operativo centrale di sicurezza (NOCS) e coordina a livello periferico gli uffici DIGOS delle questure. Il direttore del DCPP è anche presidente del Comitato di Analisi Strategica Antiterrorismo.
L'attuale direttore è il prefetto Diego Parente, Dirigente Generale di Pubblica Sicurezza.

## Storia
Nata nel 1981, si occupa principalmente dell'azione di prevenzione e di contrasto al terrorismo nazionale e internazionale, sia di matrice politica che telematico e informatico, ereditando le funzioni del precedente UCIGOS (Ufficio centrale per le investigazioni generali e per le operazioni speciali), sorto nel 1978. 
Riorganizzata nel 2004 in relazione al nuovo quadro di esigenze connesse al riacutizzarsi della minaccia terroristica, sia nazionale che internazionale, si articolava nel Servizio Informazioni Generali e nel Servizio Centrale Antiterrorismo, distribuiti in otto divisioni.
Con decreto interministeriale del 19 aprile 2017, è stato soppresso il Servizio Centrale Antiterrorismo, per costituire due distinti servizi specializzati, uno per il contrasto al terrorismo interno e uno per quello esterno
La DCPP è stata diretta tra gli altri da Umberto Pierantoni, Ansoino Andreassi, Arnaldo La Barbera, Stefano Berrettoni, Carlo De Stefano e dal 2017 al dicembre 2020 dal prefetto Lamberto Giannini.

## Compiti e funzioni
La Direzione centrale della polizia di prevenzione si articola quindi dal 2017 in quattro servizi: affari e informazioni generali, contrasto dell'estremismo e del terrorismo interno, contrasto dell'estremismo e del terrorismo esterno, Segreteria del CASA, a loro volta articolati complessivamente in dieci divisioni.
Servizio affari e informazioni generali
Tramite la 1ª e la 2ª Divisione, tale ufficio, a cui è proposto un primo dirigente della Polizia di Stato, ha competenza in materia di affari generali, di supporto al Direttore centrale per la pianificazione e la definizione dei programmi e degli obiettivi e per il controllo di gestione, nonché per l'adozione dei provvedimenti di organizzazione interna, in materia di raccordo e di comunicazione interna. L'Ufficio è anche incaricato della gestione delle risorse umane assegnate alla Direzione centrale e delle relazioni sindacali collegate e dell'aggiornamento e addestramento professionali non operativi e anche all'attività informativa di carattere generale non rientrante nella competenza dei Servizi della Direzione Centrale. Parallelamente, è responsabile degli affari relativi alle dotazioni logistiche, strumentali e di mezzi della Direzione centrale, nonché ai sistemi informatici e alle connesse attività tecniche. Infine, si occupa della corrispondenza, degli archivi e della segreteria di sicurezza. La 3ª Divisione si occupa di supporto investigativo alle Digos locali, mentre la 4ª ha competenza in tema di interventi ad alto rischio ed impiego dei Nocs.
Servizio per il contrasto dell'estremismo e del terrorismo interno;
- 1ª Divisione - eversione e terrorismo di sinistra (anarco insurrezionalismo e marxismo-leninismo)
- 2ª Divisione - antagonismo di sinistra (estrema sinistra)
- 3ª Divisione - antagonismo - eversione e terrorismo di destra (estrema destra)

Servizio per il contrasto dell'estremismo e del terrorismo esterno;
- 1ª Divisione - antiterrorismo internazionale
- 2ª Divisione - prevenzione della radicalizzazione - estremismo violento
- 3ª Divisione - relazioni e iniziative di cooperazione internazionale

Segreteria del Comitato di Analisi Strategica Antiterrorismo
L'ufficio svolge i compiti di segreteria del Comitato di Analisi Strategica Antiterrorismo (CASA), di consulenza tecnico–giuridica di settore, contribuendo agli atti di risposta al sindacato ispettivo parlamentare; inoltre fornisce approfondimenti e proposte sugli aspetti ordinamentali, organizzativi e gestionali di carattere generale delle Digos. 